# 太っちょマルガレータ
太っちょマルガレータ（ふとっちょマルガレータ、エストニア語: Paks Margareeta）または太っちょマーガレットの塔（英語: Fat Margaret's tower）は、エストニア・タリンにある砲塔である。太っちょのマルガレータの塔などともいう。

## 概要
タリン旧市街のピック通り (et:Pikk tänav) の北端に位置し、塔の西側には、スール・ランナ門 (et:Suur Rannavärav) が隣接しており、門の西側には、見張り塔が建てられている。塔は、かつては海岸に沿って建てられた外壁の門の一部をなしていた。
塔は、海からの攻撃の脅威から市街を防衛することの他に、港から訪れる人々に力強い印象を与えることを目的として建造された。大砲を用いた発射が行われなくなってからは、兵舎や監獄の他に、倉庫として使用されていたこともある。塔は、石で造られており、これは、武器や火薬を用いるためであり、また人を閉じ込めるためでもある。
名称の由来には、かつて塔が監獄として用いられていたときに、そこで受刑者の食事を用意し、提供していた、マルガレータというよく肥えた女性とする説の他に、塔に据えられていた大砲の1つとする説がある。
塔は、1511年に着工され、1530年に完成された。塔は、円筒状をしており、直径はおよそ 25 メートルであり、壁の厚さは 4.4 - 6.5 メートルである。高さは、およそ 20 メートルである。
1917年に起きたロシア革命の際に火災による被害を受け、廃墟と化す。1938年から1940年にかけて、塔の再建工事が行われた。1978年から再建工事が行われ、1981年にエストニア海洋博物館としてオープンし、エストニアの航海の歴史をテーマとして、帆船の模型の他に、船舶に用いられる器具、潜水装備などが展示されている。2018年1月31日より、改修工事のために博物館は閉鎖されている。

## 周辺・交通アクセス
南へおよそ 50 メートルほど行ったところには、「三人姉妹 (et:Kolm Õde)」 と呼ばれる建築物がある。南へおよそ 120 メートルほど行ったところには、聖オレフ教会 (en:St. Olaf's Church, Tallinn) がある。北へ徒歩で10分ほど行くと、タリン港がある。

南へおよそ 600 メートルほど行ったところには、聖霊教会 (en:Church of the Holy Spirit, Tallinn) がある。南西へおよそ 1 キロメートルほど行ったところには、トームペア城やアレクサンドル・ネフスキー大聖堂 (タリン)がある。